# Japoński system finansowy
Japoński system finansowy – w głównej mierze, jak większość systemów innych państw rozwiniętych, opiera się na systemie banków komercyjnych; specjalnych rządowych instytucjach finansowych, które inwestują w wiele sektorów krajowego przemysłu; przedsiębiorstwach pośredniczących handlem papierami wartościowymi; rynku kapitałowym oraz pieniężnym. 